# 빅토리아 (신화)

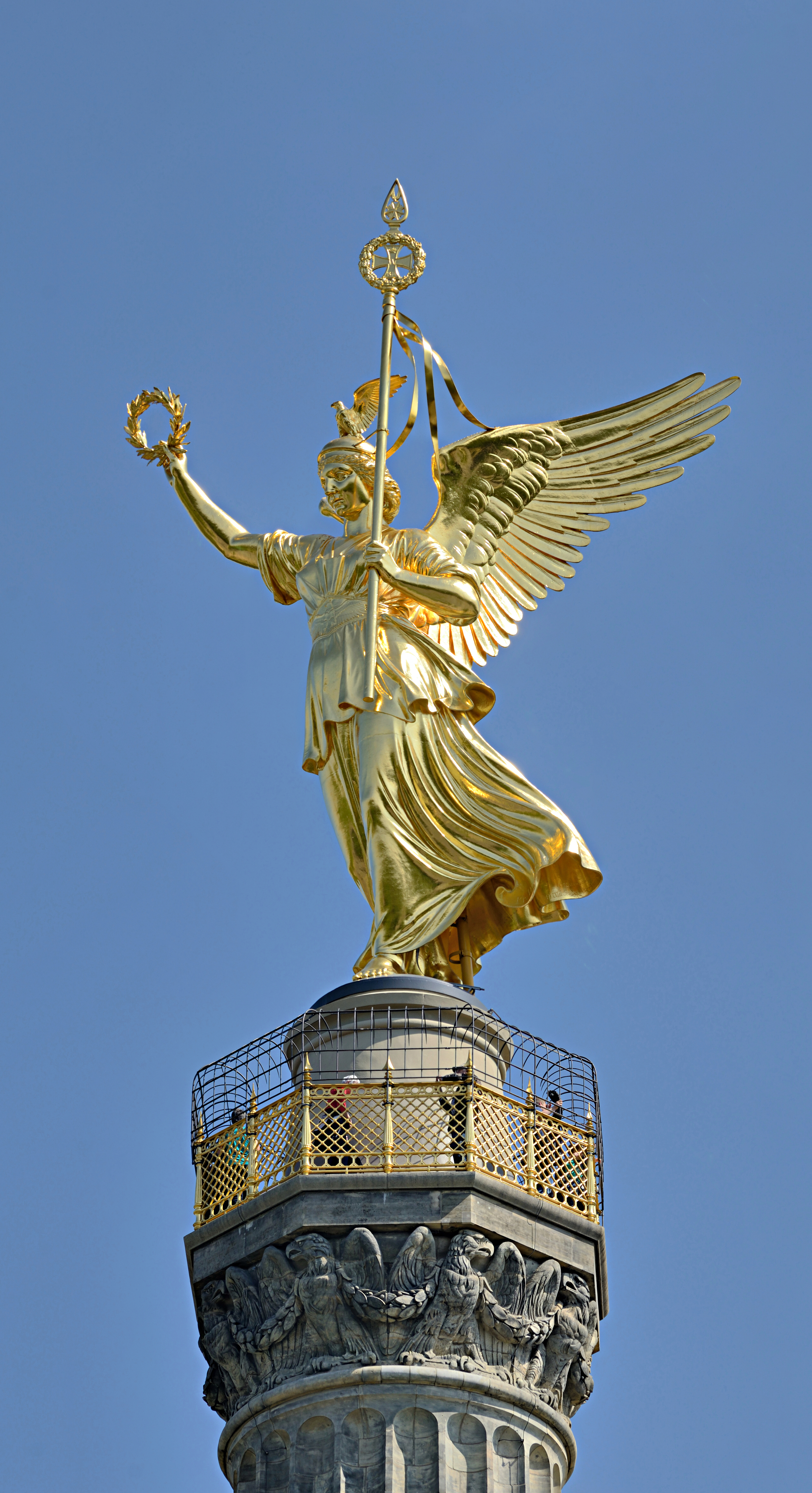
베를린 전승기념탑 꼭대기에 있는 빅토리아 상

빅토리아(Victoria)는 고대 로마 신화에 등장하는 승리의 여신이며, 이름은 라틴어로 '승리'를 의미한다. 그리스 신화의 여신 니케에 해당하며 전쟁의 여신 베로나와 관련된 것이 많다. 빅토리아는 사비니족 사람들 이 신앙하였다.
그리스 신화의 니케와는 달리 빅토리아는 로마 사회에서 중요한 위치를 차지했다. 많은 사원이 건설되고 그녀에 헌신했다. 382년 그라티아누스 황제가 빅토리아 상을 이동시킨 경우에는 많은 로마 시민들이 분노를 드러냈다. 일반적으로 귀환한 전승 장군은 빅토리아에게 기도를 드리는 행사를 열었다.
또한 니케와 다른 점으로서 니케가 전차 경주 등 경기에서 승리의 여신인 반면 빅토리아는 죽음에 대한 승리를 상징하고 전쟁의 승자를 결정하는 것으로 되었다.

## 같이 보기
- 12 빅토리아